# Club Deportivo Laudio de Fútbol San Rokezar
El Club Deportivo Laudio de Fútbol San Rokezar es un club de fútbol de España, de la ciudad de Llodio en la provincia de Álava (País Vasco). Fue fundado el 16 de julio de 1927 como Sociedad Deportiva Llodio o Sociedad Deportiva Llodiana. Actualmente juega en la División de Honor de Álava.

## Historia

### El pionero: Llodio Club
El primer club de fútbol de Llodio del que se tiene noticia fue el Llodio Club. Vestía con los colores del pueblo: camiseta verde con cuello y puños blancos. Apareció hacia 1912 y jugaba en un terreno situado en una zona céntrica del pueblo. En este campo llegaron a entrenar jugadores de la selección española que en 1920 obtuvo la medalla de plata en la Olimpiada de Amberes. Este equipo tuvo el honor de inaugurar el histórico y desaparecido campo de Basozelai, en 1914. Ganó al CD Basconia por 1-2.

### La SD Llodio
Con fecha 16 de julio de 1927, en sesión extraordinaria, el Ayuntamiento local en pleno concede «200 pesetas, y que estas se abonen en concepto funciones y festejos del presupuesto de gastos» para apoyar las ilusiones del club recién creado. De esta forma, la S.D. Llodiana o S.D. Llodio, origen del actual Club Deportivo Laudio comenzó a andar. El escenario de sus partidos era un campo situado junto a las vías en la parcela que más tarde ocupó la empresa Maderas de Llodio, cerca de donde años después se construyó el recordado campo de Altzarrate. El club que en algunas ocasiones aparece denominado como C.D. Llodio, vivió siempre con muy pocos medios económicos y de hecho cuando el propietario de la finca donde se situaba el terreno de juego desahució a la S.D. Llodiana en 1934, ésta dejó de actuar de forma federada.

### La época dorada del CD Villosa
A la finalización de la Guerra Civil se recupera el fútbol en el pueblo de la mano de la empresa Villosa, formándose así en 1940 el C.D. Villosa de Llodio. Su primer presidente fue Santiago Guibert y el once titular en aquella temporada inicial fue el formado por: Usategui; Azcarate, Conde; Carlos Larrea, Eusebio, Jordán, Gerardo Larrea, Garayo, Diéguez, Pichi e Ibarreche. Por entonces el club pertenecía a la Federación Guipuzcoana pero debido a la incomodidad de los desplazamientos pidió, y consiguió, la adscripción a la Federación Vizcaína en 1945, año en que inauguró el campo de Altzarrate, un magnífico recinto para la época.
El Villosa peleó durante algunas temporadas por el ascenso a la Segunda División española (entonces no existía la Segunda División B). Obtiene victorias inolvidables como un 0-4 en San Mamés frente al Bilbao Athletic en la temporada 1967-68 y un 1-3 ante el mismo rival en la 1971-72, 0-1 en Compostela, 0-2 ante el Barakaldo, 2-4 en Portugalete, 0-2 en Basozelai contra el Basconia, 1-4 ante la Ponferradina, 0-4 al Arenas, otro 0-4 al Astillero, 2-5 en Amorebieta, 2-4 en Santurce y Portugalete, 3-1 a la Cultural Leonesa, 4-0 al Turón y al Lemos, 3-0 al Lugo, un 4-1 al Basconia y al Rayo Cantabria, 4-0 al Laredo, Santoña y Amorebieta, 2-0 al Barakaldo, 6-0 al Escobedo, 2-0 al Bilbao Athletic. En 1972 la empresa Villosa deja de patrocinar al club y cambia su nombre al original de Sociedad Deportiva Llodio.

### Nueva etapa de la SD Llodio
Con numerosas decepciones y alguna pequeña alegría transcurre el caminar de la SD Llodio desde 1973 hasta el paso en 1996 a la Federación Alavesa. Una buena época a mediados de los años 80 en los que luchó por el regreso a Tercera dio paso a otra más problemática y oscura, con pérdida de masa social y dinero a la finalización de cada temporada. En 1995 la SD Llodio compite por primera vez en la Regional Preferente de Álava, proclamándose brillante campeón y consiguiendo el ascenso a Tercera División 23 años después. Sin embargo, fue un paso efímero ya que descendió siendo colista.

### Unificación de 2002
La necesidad de formar un equipo que cubriera las expectativas de la segunda localidad alavesa en cuanto a población dio origen a la unificación y posteriormente, tras el abandono de los hermanos de La Salle de la localidad llodiana, a la absorción por parte del club rojiblanco sobre el Salleko. La unificación nació de una idea que tomó cuerpo en el consistorio de la localidad del Valle de Ayala en 2002, gracias a la buena voluntad y esfuerzo del por aquel entonces alcalde Pablo Gorostiaga. Las diferencias entre los clubes de entonces, la S.D. Llodio y el C.D. Salleko hacían difícil pensar que las buenas intenciones y la idea de una unificación pudieran verse reflejadas tanto en los despachos como en el terreno de juego.

### Desde 2003 hasta la actualidad, la mejor época del club
En su primera temporada tras la tan ansiada unificación del fútbol local, 2002/03, logró ascender de la categoría preferente alavesa (donde competían los dos clubes que se unificaron en el Llodio-Salleko) a la 3.ª División. Desde 2003 compitió en dicha categoría, hasta que diez años después consiguió el ascenso a la Segunda B.
En la temporada 2010/11 el club rojiblanco disputó el play off de ascenso a Segunda B tras quedar segundo clasificado del grupo IV de Tercera División. El sorteo le emparejó con el CF La Nucía. En el encuentro de ida el CD Laudio perdió 1-0 mientras que en el partido de vuelta disputado el 28 de mayo de 2011 en el Estadio Ellakuri el resultado final fue de 2-1, pasando de esta forma el conjunto alicantino a la siguiente ronda. El gol de los visitantes llegó en el minuto 94.
Una temporada más tarde, en la 2011/2012, el club pudo superar sus registros anteriores y tras un final de temporada magnífico (logró encadenar 6 victorias consecutivas en las 6 últimas jornadas), se alzó con el campeonato del grupo IV de la Tercera División. En el play off por el ascenso a Segunda B cayó en la eliminatoria de campeones ante el CD Ourense por 1-3 en la ida disputada en Ellakuri y por 1-0 en la vuelta jugada en [O Couto]. Con el derecho a ser repescado por haber quedado campeón, disputa la semifinal en la que vence con claridad al CD Llosetense mallorquín, tras empatar 1-1 en la ida jugada en Lloseta y vencer claramente en Llodio por 3-0. Clasificado para la final, el Laudio queda emparejado con el San Fernando CD ante el que vuelve a ser derrotado en los dos partidos. Primero en tierras andaluzas (2-0) y finalmente en Ellakuri (0-1). Así se pone fin al sueño del ascenso. Asimismo, logra la clasificación para disputar la siguiente edición de la Copa del Rey 2012/2013.
En la campaña 2012/13, con la reducción del 70 % del presupuesto y una plantilla totalmente renovada, se consigue contra todo pronóstico el ansiado ascenso a Segunda B al derrotar en la última eliminatoria al Mar Menor CF. Durante la Liga regular el equipo responde a las mil maravillas y vuelve a repetir título en Tercera División española, pero en la eliminatoria de campeones vuelve a caer ante otro equipo gallego, al igual que el año pasado. En esta ocasión el verdugo del club rojiblanco es el Racing Club de Ferrol. A pesar del mazazo el Laudio se recompone y consigue derrotar al CD Varea para lograr el pase a la final. Allí se encuentra con el conjunto murciano del Mar Menor CF con el que empata primero 0-0 en San Javier y consigue derrotar en Ellakuri por 1-0 gracias a un gol de Germán Beltrán Juárez en el minuto 69. De esta forma el Laudio debuta en la Segunda División B española durante la temporada 2013/14 y además repite presencia en la Copa del Rey.
Una temporada en Segunda B muy irregular le condena finalmente al descenso de categoría, al finalizar en la 17.ª posición. Por el contrario, la brillante actuación en la Copa del Rey estuvo cerca de enfrentar al Club Deportivo Laudio con el Real Madrid en los dieciseisavos de final. El Olímpic de Xàtiva se lo impidió después de un trepidante partido con prórroga incluida que finalizó con empate a dos. Finalmente, una interminable tanda de penalties en Ellakuri (6-7) condenó a los rojiblancos y frustró un sueño histórico. En junio de 2014 y como consecuencia de las deudas contraídas con los futbolistas del primer equipo, el Laudio sufre un descenso administrativo, por lo que unido a su descenso deportivo, le obliga a jugar en la temporada 2014/15 en la Regional Preferente de Álava.
Además en el año 2015 el conjunto vidriero recibió, junto con otros nueve equipos amateur de Álava (C.D. Alipendi, C.D. Aurrera, A.D.C. Abetxuko, C.D. Vitoria, Amurrio Club, C.D. Nanclares, S.D. Salvatierra, C.F. San Ignacio y Racing de Santo Domingo), la Medalla de Oro de manos del diputado general Javier de Andrés como premio al tesón y esfuerzo de las personas que han trabajado en estos clubes durante más de cinco décadas.

## Escudo
Este escudo es el original utilizado por la Sociedad Deportiva Llodio, con la única modificación del actual nombre del club.
- La corona: Se incluye la corona condal que aparece también en el escudo de Laudio/Llodio.
- El pergamino: Como fondo del escudo aparece un pergamino desenrollado.
- El roble y los lobos: Imagen del Señorío de Vizcaya que viene representada con un roble y por detrás dos lobos rampantes que tienen en sus fauces a dos corderos.
- Las rayas rojiblancas: Los colores del club están distribuidos en cuatro líneas verticales rojas y tres blancas en el centro del escudo.

## Uniforme
- Uniforme titular: Camiseta rojiblanca, pantalón azul y medias rojas. (Durante algunas temporadas se ha utilizado el pantalón negro en lugar del azul)
- Uniforme alternativo: Camiseta, pantalón y medias azules.

## Estadio
El Estadio Ellakuri fue inaugurado en 1978 con una semifinal del Torneo San Roque. Tiene una capacidad para más de 2550 personas y unas dimensiones de 100 metros de largo por 65 de ancho. Fue anteriormente el campo de la SD Llodio y también lo utilizó el Salleko Lagunak. Actualmente ha terminado su proceso de remodelación.

### Antiguos estadios
Campo de Fútbol de Maderas, situado en la zona donde posteriormente se construyó la empresa Maderas de Llodio.
Altzarrate, el más querido por los viejos aficionados locales. Fue el que más gloria vivió gracias a la trayectoria del mítico C.D. Villosa. Hacia mediados de los años 70, desapareció para que se construyeran nuevos pabellones de la empresa Villosa (actual Guardian Industries).
San Martín, actual campo de entrenamiento del Laudio. En 2010 se instaló una nueva hierba artificial y queda pendiente la construcción de un graderío para 500 espectadores, donde irán varios vestuarios, almacenes y oficinas del club. Tiene unas dimensiones de 100 × 63. Fue el terreno de juego de la SD Llodio hasta la construcción de Ellakuri.

## Datos del club
- Temporadas en 2.ª división B: 1
- Temporadas en 3.ª división: 22

### Trayectoria del CD Laudio (antes CD Villosa y SD Llodio)
- 1927/34: Categorías regionales Vizcaya
- 1934/40: Sin competir de forma federada
- 1940/54: Categorías regionales Vizcaya
- 1954/58: 3.ª división
- 1958/64: Categorías regionales Vizcaya
- 1964/65: 3.ª división
- 1965/66: Categorías regionales Vizcaya
- 1966/70: 3ª división
- 1970/71: Categorías regionales Vizcaya
- 1971/73: 3.ª división
- 1973/95: Categorías regionales Vizcaya
- 1995/96: Regional preferente de Álava
- 1996/97: 3ª división
- 1997/03: Regional preferente de Álava
- 2003/13: 3.ª división
- 2013/14: 2.ª división B
- 2014/16: Regional preferente de Álava

## Palmarés
- 2 Ligas de 3.ª división: 2011/12 y 2012/13
- 1 subcampeonato de Liga de 3.ª división: 2010/11
- 2 Ligas de Regional preferente de Álava: 1995/96 y 2002/03
- 1 Liga de regional preferente de Vizcaya: 1971/72
- 3 Ligas de primera regional de Vizcaya: 1953/54, 1965/66 y 1993/94
- 1 campeonato de Vizcaya de aficionados: 1953

## Jugadores y cuerpo técnico

### Plantilla 2018/19
- Actualizada a 8 de febrero de 2019

## Jugadores internacionales
El club rojiblanco, a lo largo de todas sus denominaciones, ha contado con jugadores que después de militar en el club llodiano llegaron a ser internacionales absolutos con la selección española de fútbol.
Asimismo, varios de ellos llegaron a jugar también con la selección de fútbol de Euskadi.

## Filial
El Club Deportivo Laudio ha tenido durante buena parte de su historia un equipo filial. Fue fundado en los años 70 bajo el nombre de Laudiotarrak y en la temporada 1994/95 llegó a ser subcampeón de la Regional Preferente de Álava. Tras ascender a esta categoría en 2009, se ha visto obligado a dejar de competir como consecuencia del descenso administrativo del primer equipo a la Preferente alavesa. En la temporada 2016-2017 el equipo vuelve a salir a competición en la Primera Regional

## Categorías inferiores
La cantera del Laudio se compone de 14 equipos, repartidos en las siguientes categorías:
- 1ª Regional
- Juvenil Honor
- Juvenil B
- Cadete A
- Cadete B
- Infantil A
- Infantil B
- Infantil C
- Alevín A
- Alevín B
- Alevín C
- Alevín D
- Benjamín A
- Benjamín B